# Altes Almhaus
Das Alte Almhaus ist ein Wirtshaus in der Gemeinde Maria Lankowitz im österreichischen Bundesland Steiermark. Es liegt auf der Stubalm und bildet neben einem beliebten touristischen Stützpunkt das Zentrum der sommerlichen Lipizzanerweide des Gestüts Piber.

## Lage und Umgebung
Das Alte Almhaus liegt in einem Sattel zwischen Wölkerkogel (1706 m) und Brandkogel (1648 m) im Zentrum der Stubalm in der Katastralgemeinde Gößnitz. Es ist von Maria Lankowitz (bei Köflach) und vom Gaberl aus über Straßen erreichbar. Die unasphaltierte Straße von Norden ist seit Ausbau des Windparks für den Individualverkehr geöffnet. Zum westlich gelegenen Salzstiegelhaus (1543 m) führt eine Forststraße, die im Winter als Loipe genutzt wird. In derselben Richtung erhebt sich mit dem Rappoldkogel der höchste Gipfel der Stubalpe.

## Geschichte

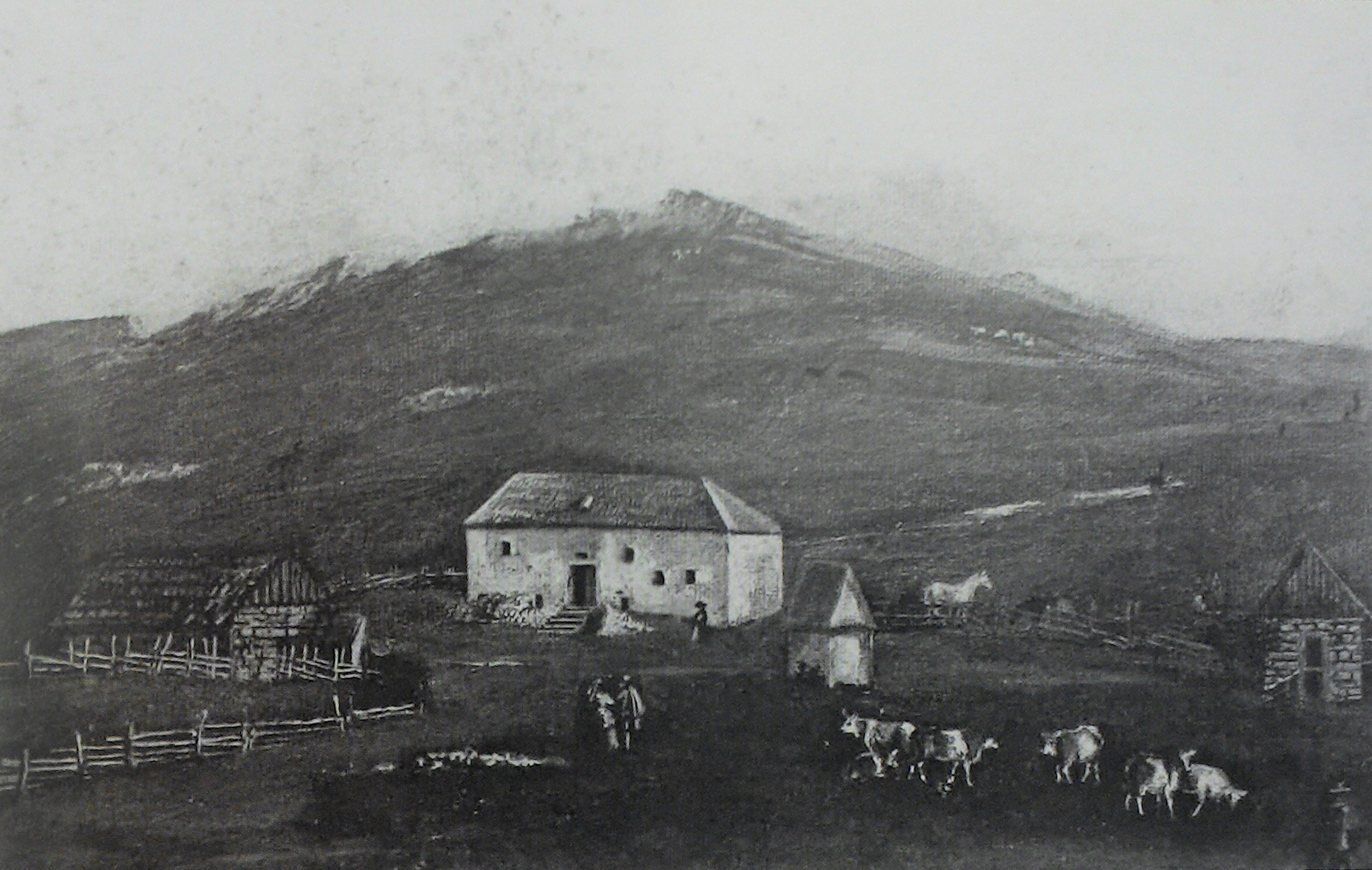
Historische Darstellung mit Almhaus und Hebstatt vor dem Wölkerkogel

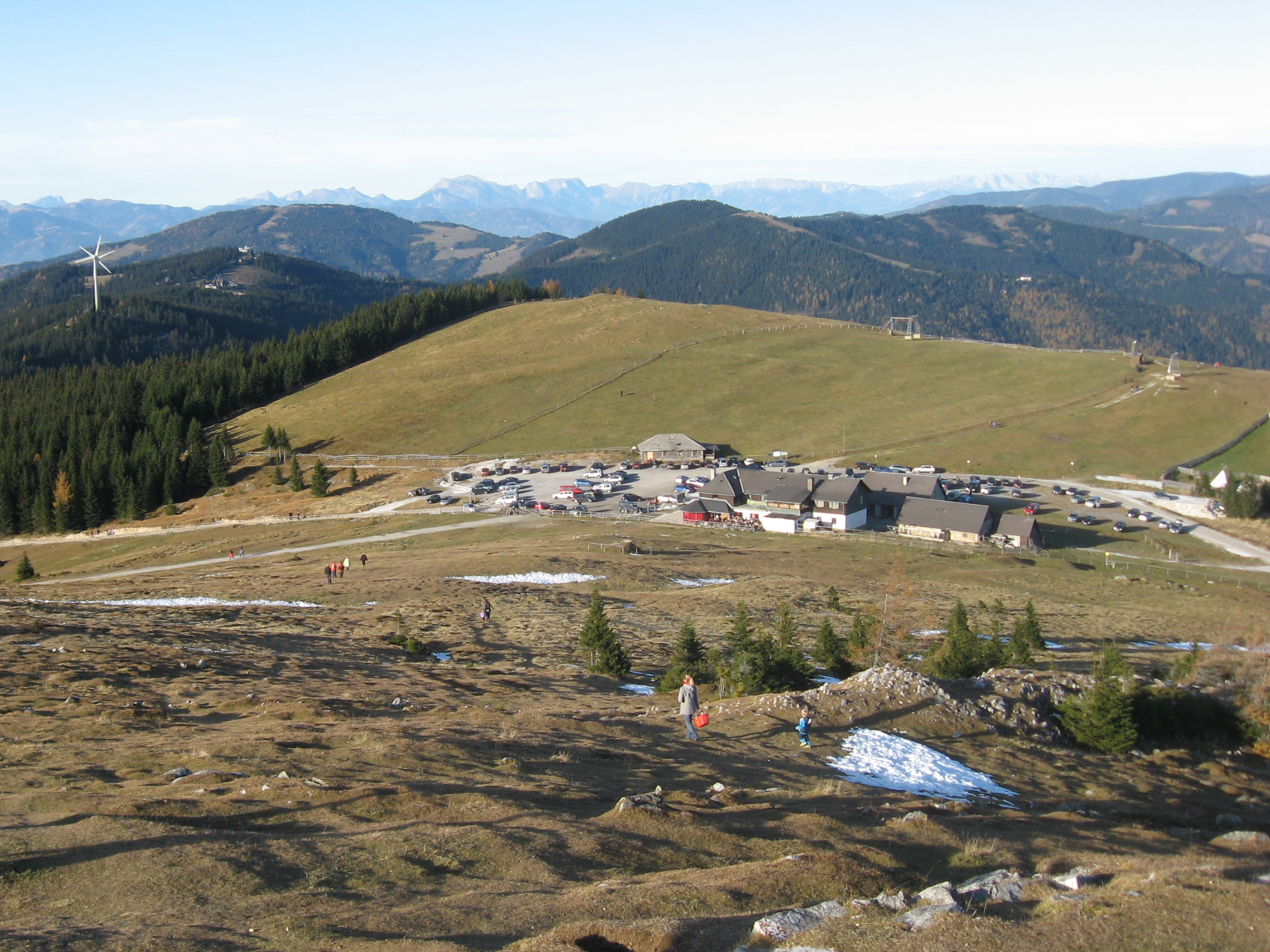
Ansicht vom Wölkerkogel mit Eisenerzer Alpen und Hochschwab

Im späten 16. Jahrhundert verzeichneten die Urbaren der Herrschaften Lankowitz und Krems eine Hebstatt auf der Stubalpe, wie sie im Steirischen Randgebirge zwischen Soboth und Gleinalpe häufig zu finden waren. Da der Zuständigkeits- bzw. Fahrbereich einer Herrschaft an der natürlichen Grenze endete, mussten Güter umgehoben und zeitweise zwischengelagert werden. Vor diesem Hintergrund bildete der Sattel beim Almhaus von der Römerzeit bis zum Bau der Gaberl Straße den wichtigsten Handelsübergang auf der Stubalpe. Während aus dem Oberland ganzjährige Transporte von Eisen und Salz erfolgten, wurden aus dem Unterland Wein und Getreide über die Alm gekarrt. Das Almhaus, welches bereits seit dem Mittelalter über Taverngerechtigkeit verfügte, befand sich im Besitz des Amtes Piberstein der Herrschaft Kleinkainach, die befugt war, eine Mautgerechtsame einzuheben. 1686 überließ Johann Graf Balthasar von Wagensperg seinem Untertanen Jacob Schmidt in Gößnitz Wirtshaus und Hebstatt („Stuben Khüe Almb“ mit „wohlerbauten Haus neben der darselbst habenden Mautgerechtsame“) unter der Auflage, Maut- und Almhaus stets zu bewohnen und in gutem Bauzustand zu bewahren. Weil die Hebstätten mit beheizbaren Stuben ausgestattet waren, etablierte sich der bis heute gebräuchliche Gebirgsname Stubalpe.
Im Februar 1956 wurde das Wohnhaus mit Veranda und angebautem Schuppen bei einem Brand zerstört. Sämtliche Lebensmittelvorräte und Einrichtungsgegenstände wurden ebenso Raub der Flammen. Nur das barackenartige Touristenhaus blieb vom Feuer verschont. Der Brandschaden wurde auf 300.000 bis 400.000 Schilling geschätzt und brachte die Pächterfamilie Freewein an den Rand der Existenz. Mithilfe von Spenden konnte das Almhaus wiederaufgebaut werden und erfuhr in den folgenden Jahren und Jahrzehnten zahlreiche Um- und Zubauten.

## Brauchtum und Tourismus

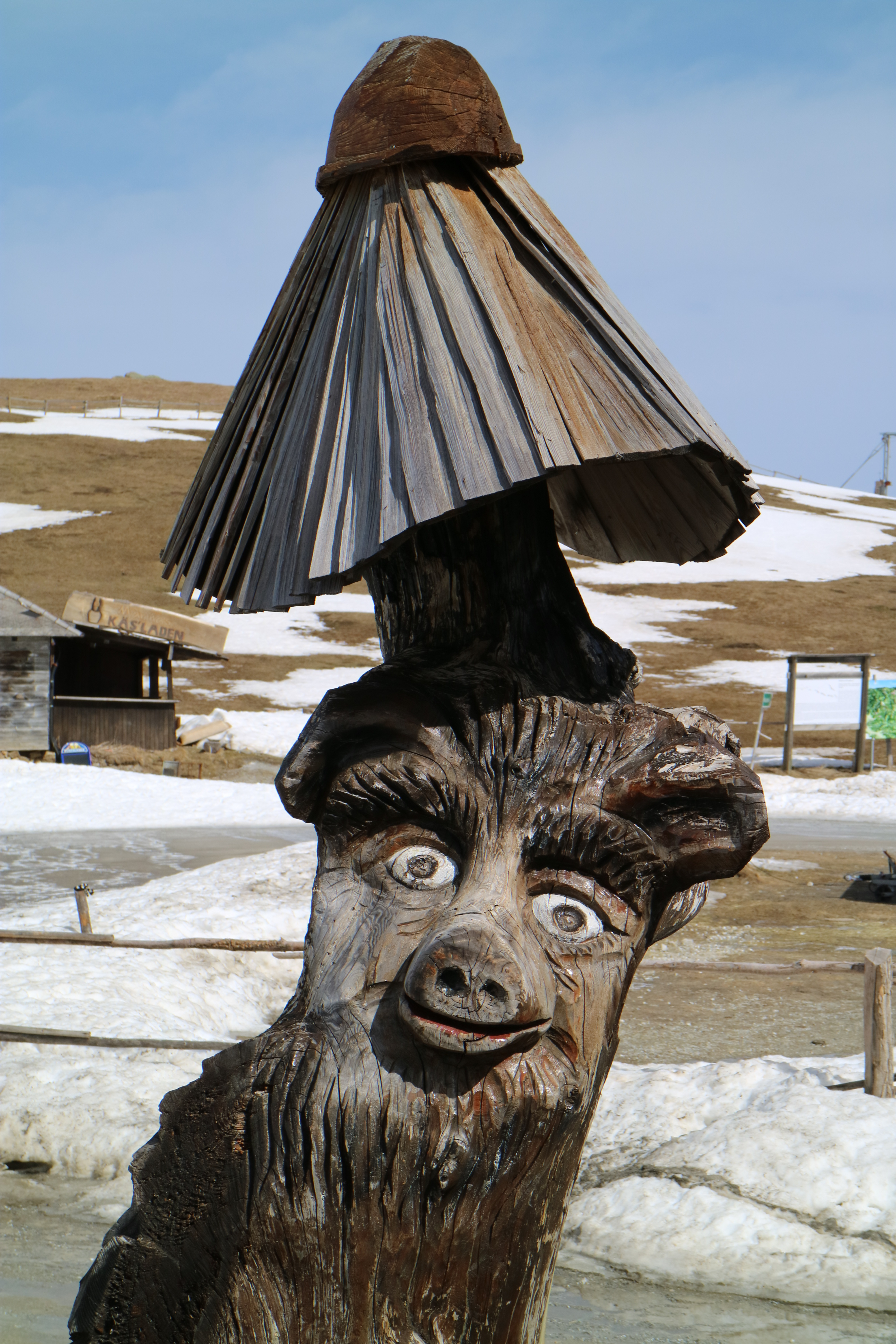
Holzschnitzerei beim Alten Almhaus

Am 12. August, dem Festtag der Heiligen Hilaria, findet jährlich der Klara-Kirtag oder Klaramarkt auf der Stubalm statt. Angeblich im 19. Jahrhundert von einer Sennerin namens Klara gegründet, entwickelte sich der Vieh- und Krämermarkt zu einem wichtigen Ereignis im bäuerlichen Jahresablauf. Heute gilt er als beliebtes Volksfest, das mit rund 150 Jahrmarktständen den größten Almkirtag Österreichs darstellt. Viele Besucher verbinden den Kirtag mit einer Wanderung, ausgehend von St. Hemma/Edelschrott, Salzstiegel, Gaberl oder Maria Lankowitz.
Bis 2016 befand sich östlich vom Alten Almhaus rund um die Krugmoarödenalm ein aus drei Schleppliften bestehendes Skigebiet. Nachdem die Lifte aufgrund von Schneemangel und zu hoher Temperaturen bereits zwei Winter stillgestanden waren, entschied sich der Betreiber, seinen Pachtvertrag aufzulösen. Da kein Käufer für die Liftanlagen gefunden werden konnte, wurden diese abgetragen. Die Langlaufloipe zwischen Gaberl und Salzstiegel wird bei entsprechender Schneelage weiterhin präpariert.

### Zugang zur Hütte
Das Alte Almhaus liegt am Nord-Süd-Weitwanderweg und ist von allen Seiten über markierte Wanderwege erreichbar.
- vom Gaberl (1547 m): ¾ Stunde
- vom Salzstiegelhaus (1543 m): eine Stunde
- von Salla (870 m): 2 Stunden
- von St. Hemma (1142 m): 2½ Stunden
- von Gößnitz (800 m): 3 Stunden
- von Maria Lankowitz (519 m): 4 1⁄2 Stunden

### Tourenziele
- Brandkogel (1648 m): ¼ Stunde
- Wölkerkogel (1706 m): ¼ Stunde
- Rappoldkogel (1928 m): 1½ Stunden
- Peterer Riegel (1967 m): 2½  Stunden
- Ameringkogel (2187 m): 3½  Stunden